# Stèle de Vostrus
Vous lisez un « bon article » labellisé en 2022.
La stèle de Vostrus est une stèle funéraire d'époque romaine découverte en 1861 à Lisieux, en France.
Elle appartient aux collections de la Société des antiquaires de Normandie et, après avoir été conservée dans le musée de cette société savante, elle est désormais intégrée à l'exposition permanente du musée de Normandie, musée d'archéologie et d'ethnographie situé à Caen ; un moulage ancien en est conservé au musée d'art et d'Histoire de Lisieux.
Le monument est l'unique stèle funéraire conservée des fouilles de la nécropole du Grand-Jardin, site exploré dans la seconde moitié du XIXe siècle, dans des conditions telles qu'elle est mal connue. En dépit de pertes liées à la dispersion du produit des fouilles et aux bombardements de la bataille de Normandie, des artefacts retrouvés lors de ces recherches sont conservés dans différents musées.
Outre un monument comportant la représentation d'un homme, l'artefact conserve également une inscription dont la lecture fait consensus. Les vêtements du personnage, adaptés aux conditions météorologiques locales, font penser à un Gaulois romanisé. L'étude de l'inscription, avec le nom typiquement gaulois du père du défunt et l'absence des tria nomina typiques des citoyens romains, permet de dater l’œuvre du Ier siècle.
C'est l'un des très rares monuments funéraires d'époque romaine qui nous soient parvenus dans cette région et c'est selon Élisabeth Deniaux, qui écrit en 1984-1985, « l'ensemble funéraire romain le plus remarquable de la Basse-Normandie ».

## Histoire

### Datation de la nécropole antique
La topographie de la cité ancienne de Lisieux est relativement connue depuis les travaux de François Cottin en 1956 et de Claude Lemaître dans les années 1980.

Plan de Lisieux gallo-romain. La nécropole du Grand Jardin se trouve au no 5.

Les cimetières de la cité gallo-romaine s'étendent au nord de la ville, depuis le Camp Franc jusqu'aux Buissonnets. Plusieurs nécropoles sont identifiées : une sur le site de la commune actuelle de Saint-Désir dans un champ dénommé Funèbre, une autre, non fouillée, à l'angle de la rue Pont-Mortain et de l'actuelle place François-Mitterrand, avec des sarcophages d'époque mérovingienne mais, selon François Cottin, utilisée dès le Bas-Empire romain : la nécropole est située entre le port, l'Orbiquet et la Chapelle Saint-Aignan, « le plus vieil édifice religieux connu de notre ville ». Une troisième, très importante et utilisée du IVe au IXe siècle, est mise au jour sur le site de l'école Michelet dans les années 1990.
Le cimetière du Grand-Jardin a une assez large étendue et les fouilles livrent environ 2 000 objets complets. Ce mobilier céramique important est daté du IIe siècle selon Claude Lemaître et comporte peu de céramique sigillée : il y a des vases avec des estampilles mais la céramique commune domine. Du fait de la dispersion du matériel issu des fouilles, il est « vain de tenter de reconstituer l'organisation et la chronologie du site ». La monnaie la plus récente découverte est datée du règne de Tetricus Ier, aucun élément postérieur au IIIe siècle n'y a été dégagé.
Les collections provenant de la nécropole du Grand-Jardin et conservées à Lille sont datées du Ier et au IIe siècle. La seconde moitié du IIe siècle voit une large utilisation de céramiques produites localement. Le IIIe siècle n'est attesté que par les monnaies. Toutes sortes de céramiques sont utilisées pour un usage dans un cadre funéraire. L'utilisation de la nécropole est datée du milieu du Ier à la fin du IIIe siècle, en effet, dans la dernière décennie de ce siècle, l'inhumation remplace l'incinération dans l'espace de la future Normandie. Ces tombes à inhumation créées au-dessus des sépultures à incinération sont citées dès 1846.
La datation de la stèle est difficile, les chercheurs ne pouvant alors s'appuyer que sur la représentation des coiffures. Certaines stèles funéraires sont utilisées au Bas-Empire lorsque la ville s'est dotée de murailles. Un élément funéraire a été retrouvé en 1911 rue Pont-Mortain mais perdu lors des bombardements de 1944.

### Redécouverte

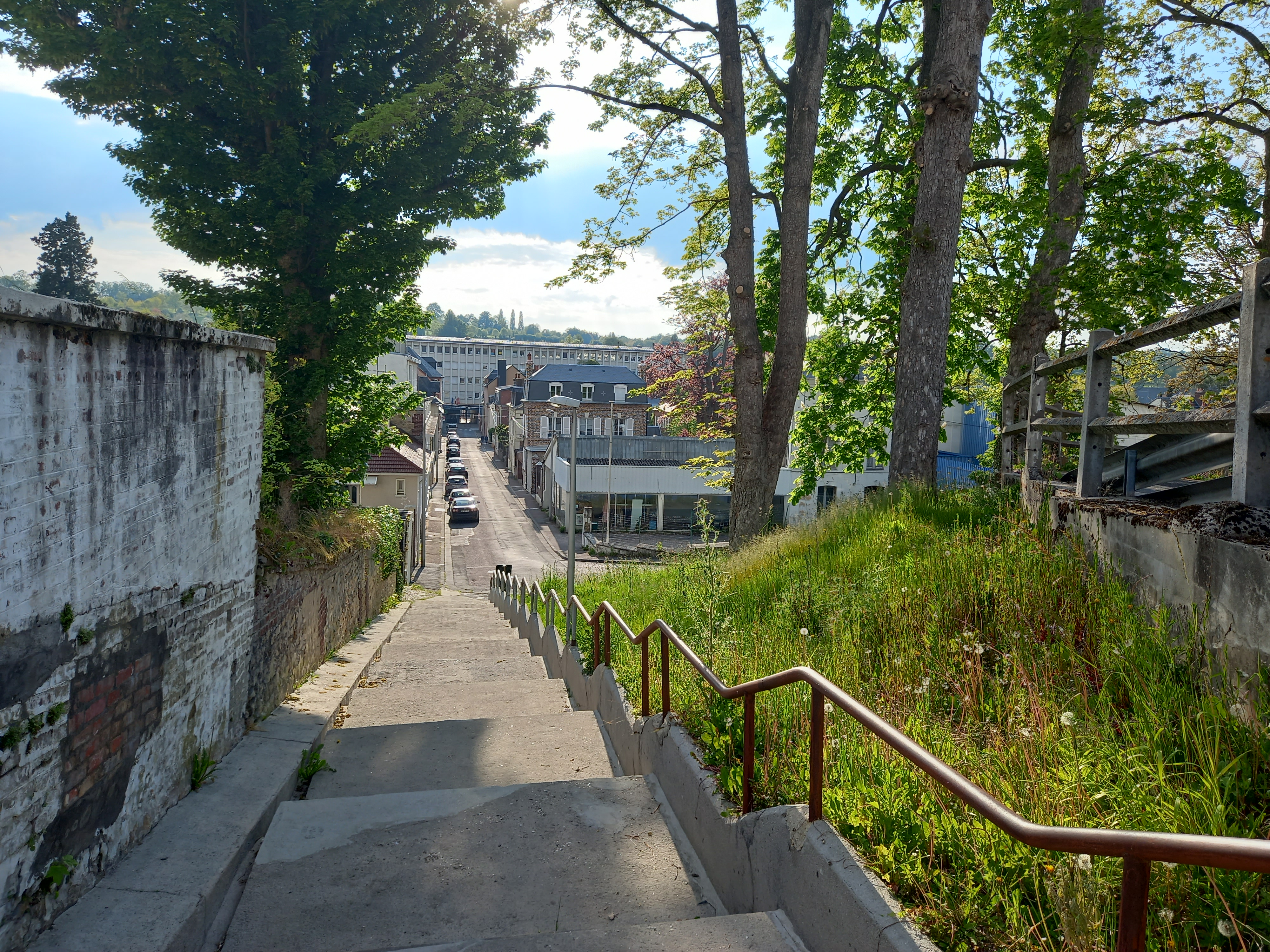
Une partie du site de la nécropole romaine du Grand Jardin à Lisieux.

Le site de la découverte est localisé sur un coteau au nord de la cité antique, au lieu-dit Le Grand Jardin. Le cimetière romain situé au nord de la ville s'étend jusqu'au lieu-dit des Buissonnets,.

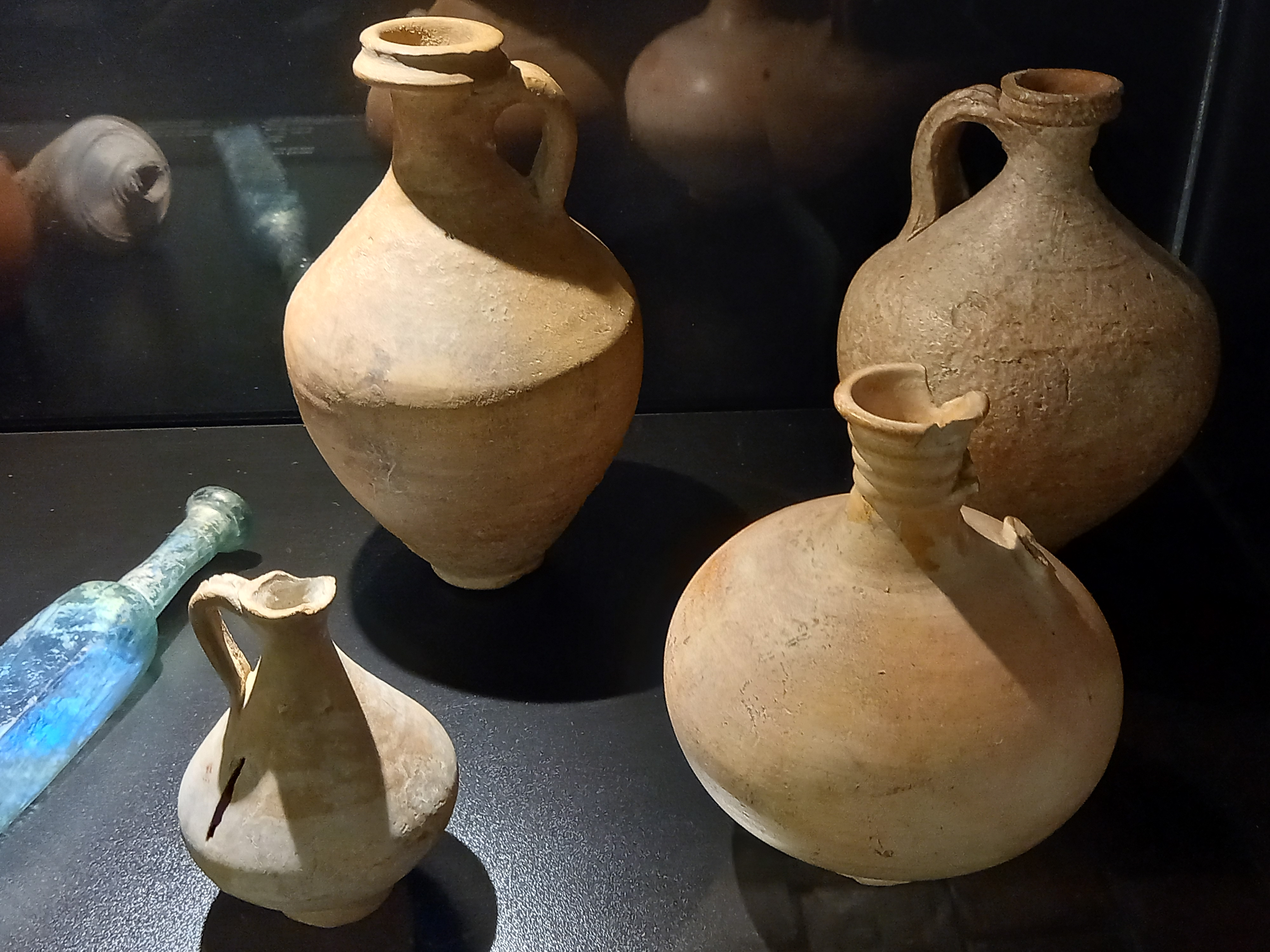
Céramiques issues des fouilles de la nécropole et conservées au musée d'art et d'histoire de Lisieux.

La nécropole est découverte sur le site du Grand-Jardin en 1846. L'exploration commence à partir de 1861 par « un petit groupe de collectionneurs et d'érudits locaux » et ce jusqu'en 1880. Les fouilles de 1861 menées sans ménagement aboutissent à la destruction de nombreux vases ayant contenu des cendres. Seule la stèle de Vostrus est conservée grâce à trois personnes dont Arcisse de Caumont. De nombreux objets intègrent des collections privées, mais quatre établissements conservent des éléments des fouilles : une part du produit de la campagne de mai-juin 1861 vendue à la Société française d'archéologie est cédée à la Société des antiquaires de Normandie dont environ 15 artefacts sont conservés. La campagne de 1866 aboutit à des découvertes vendues au musée de Lille en 1869. Plusieurs campagnes ont lieu en 1868 et le produit des fouilles intègre le musée de Lille et le musée des antiquités de Rouen. En 1916 des éléments sont achetés par la ville de Lisieux aux héritiers d'un des fouilleurs et le musée de cette dernière n'en conserve à la fin du XXe siècle que des « lambeaux ».

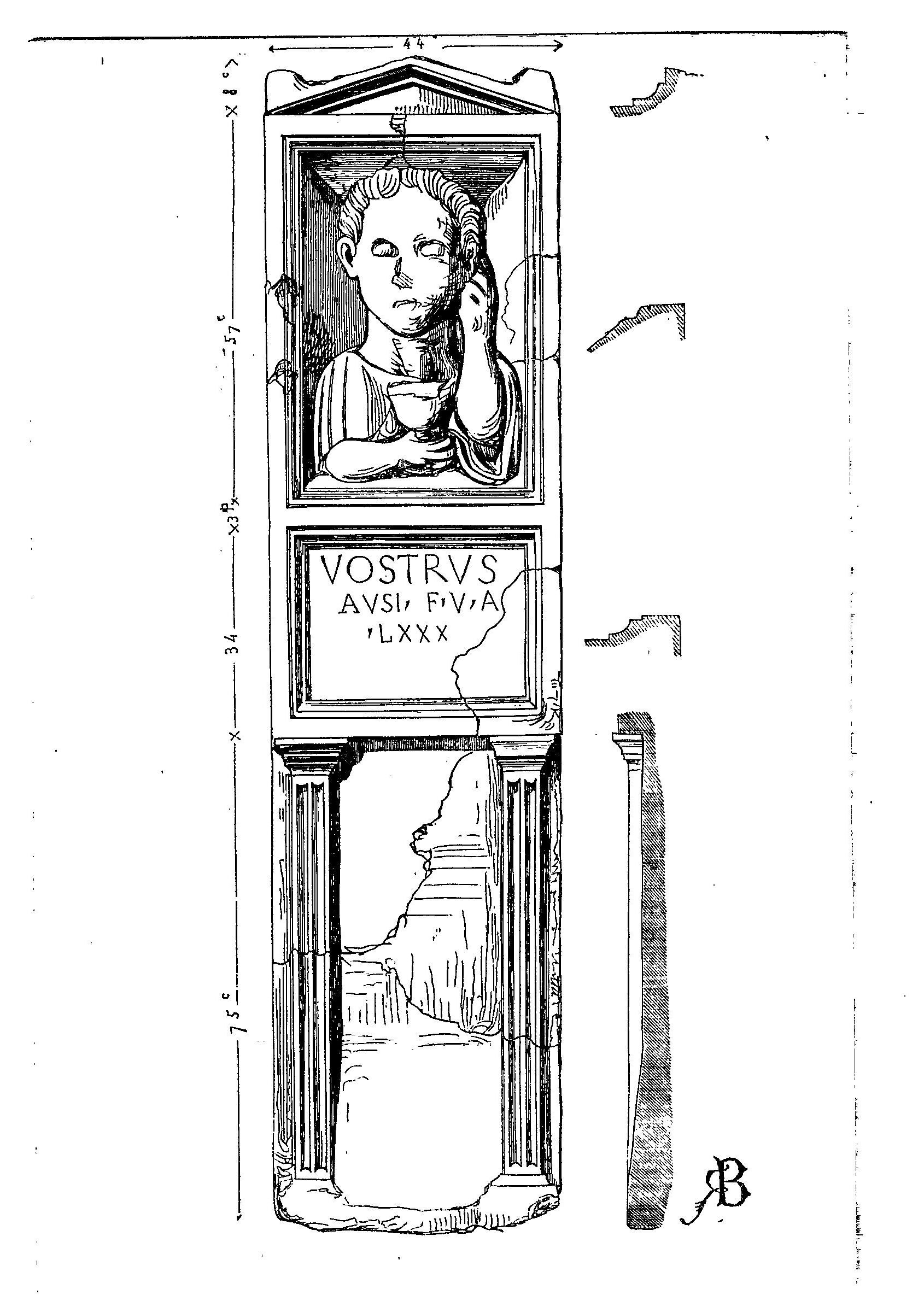
La stèle dans la publication du Bulletin monumental de 1862.

La stèle est découverte entre avril et juin 1861, chez Mme Leroy-Beaulieu et à une profondeur de 0,50 m, face contre terre dans la nécropole du Grand-Jardin, à l'occasion de l'ouverture d'une rue mais sans davantage de précision sur sa localisation précise ni sur le fait qu'elle était à son emplacement primitif ou non. À la même profondeur sept urnes de terre rouge ou grise sont retrouvées, contenant « des cendres et des os calcinés » ainsi qu'une monnaie de bronze représentant Antonin le Pieux. La stèle se trouvait sur le bord d'une voie selon Arthème Pannier large de 9,50 m et orientée nord-sud et sous la stèle ont été retrouvés « des fragments d'urnes et de briques romaines ». La rue qui devait être ouverte se situait « dans l'axe de la rue Basse-Navarin ». Non loin a été dégagée une sépulture d'enfant pourvue de mobilier dont un grelot et un jouet en forme de petit cheval de terre cuite,. Les fouilles de 1861 ont livré des objets en bronze, des agrafes, des anneaux et une épingle à cheveux. Une somme d'argent est mise à disposition par la société française d'archéologie afin d'acquérir la stèle et éviter sa destruction. Le transfert à Caen est décidé en raison de l'absence de musée lapidaire à Lisieux,.
Elle est publiée par Arthème Pannier en 1862 qui la date de la fin du IIe siècle ou de la fin du IIe-début du IIIe siècle puis Antoine Charma ; elle fait également l'objet d'une édition dans le Bulletin monumental, puis la Statistique monumentale du Calvados. Delaporte publie des travaux en 1869. La stèle est dessinée par Georges Bouet et R. Bordeaux et cette représentation rend davantage visible le visage du défunt que l’œuvre conservée. La stèle est déposée avec d'autres urnes funéraires découvertes à proximité en 1846 au musée des antiquaires de Normandie, à Caen. La stèle est publiée dans le Recueil général des bas-reliefs, statues et bustes de la Gaule romaine  d'Émile Espérandieu. Le musée est détruit en partie et ses collections pour partie dispersées lors de la bataille de Caen en 1944.
La stèle a rejoint les collections du musée de Normandie lors du dépôt des collections de cette société savante en 1983.

## Description

### Description générale
La stèle en pierre calcaire possède à la fois une inscription et un monument funéraire,. Le buste est sculpté en bas-relief. La représentation du défunt est endommagée.
La stèle a subi de lourds dégâts en 1944, si l'on rapproche son état actuel de la façon dont elle a été représentée au XIXe siècle. La stèle de Vostrus figure au Corpus Inscriptionum Latinarum, tome XIII, sous le no 3180,.
La stèle mesure 1,78 m de haut sur 0,44 m de large. L'épaisseur est de 0,11 m.

### Différents éléments

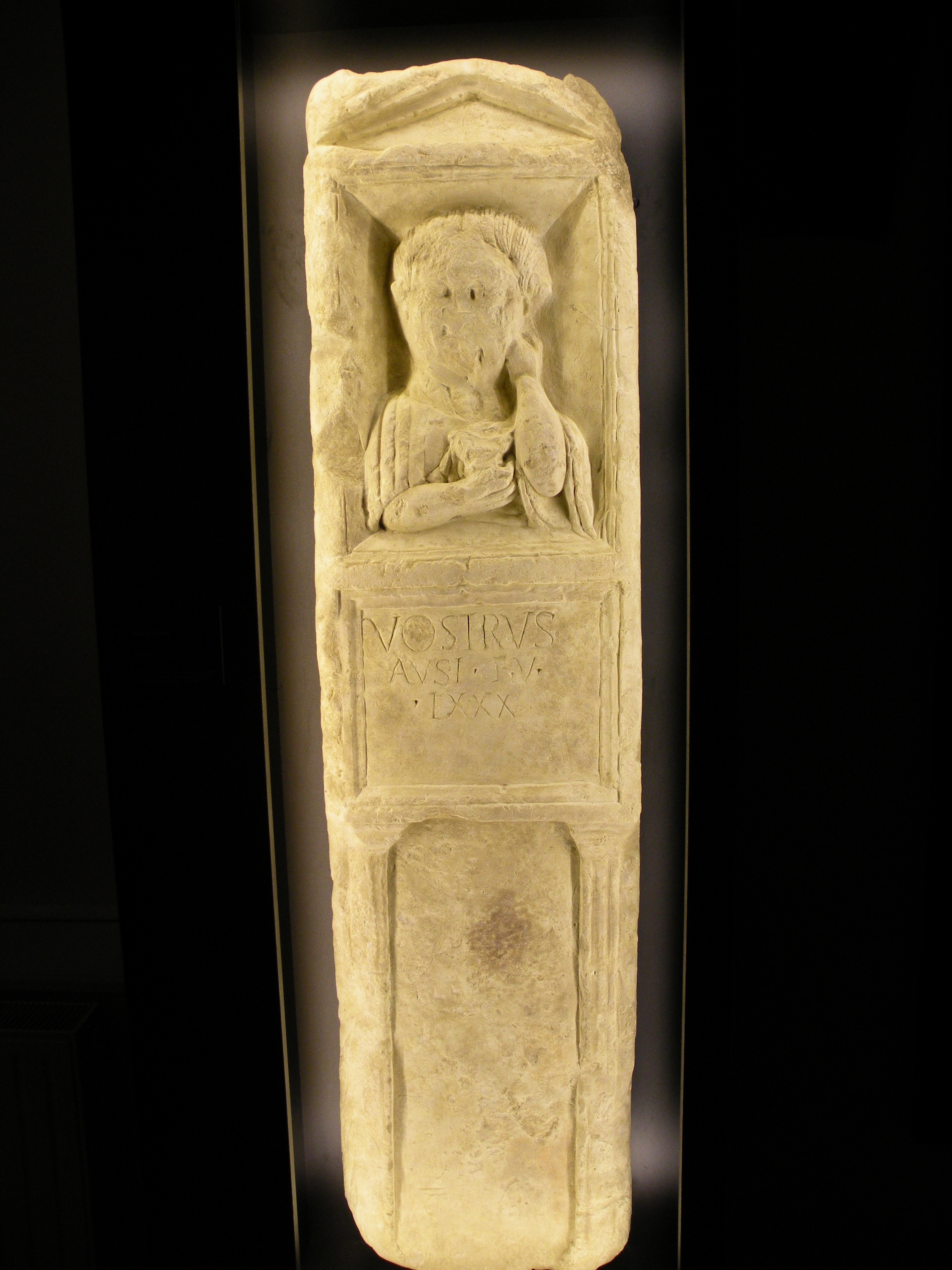
Moulage de la stèle au musée d'Art et d'Histoire de Lisieux.

Elle est constituée de trois éléments : un socle haut de 0,75 m est bordé par deux pilastres larges de 0,05 m ornés de chapiteaux toscans hauts de 0,04 m ; au-dessus se trouve le cartouche en forme de quadrilatère et haut de 0,34 m dans lequel se trouve l'inscription. Au-dessus, dans une niche située dans un quadrilatère haut de 0,57 m, le défunt est représenté tenant une coupe de la main droite, aux doigts représentés de façon grossière, et le bras gauche relevé à proximité du visage. Le personnage se tient posé sur une table. Le tronc est presque entièrement représenté, sur une hauteur de 0,44 m dont 0,23 m pour la tête seule. Le portrait du défunt est représenté avec un relief possédant une certaine « frontalité », le portrait est « assez figé » et les vêtements et la chevelure sont traités avec « une certaine raideur ». Les cheveux sont organisés en mèches larges d'environ 0,03 m. Le défunt porte non une toge mais une lourde tunique cousue,.
Au-dessus, un fronton triangulaire haut de 0,09 m était surmonté de deux acrotères,. Le fronton, peut-être sculpté, comportait peut-être également des pommes de pin mais sans certitude vu l'état de conservation de l’œuvre.
Les pilastres sont d'ordre toscan et cannelés. Les moulures possèdent un cavet et deux listels. Le visage est abîmé, et le tronc figure presque en entier. Le personnage, haut de 0,44 m, est représenté dans une attitude figée, à un âge plus jeune que celui du défunt, et avec une raideur dans le traitement des traits, de la coiffure et des vêtements.

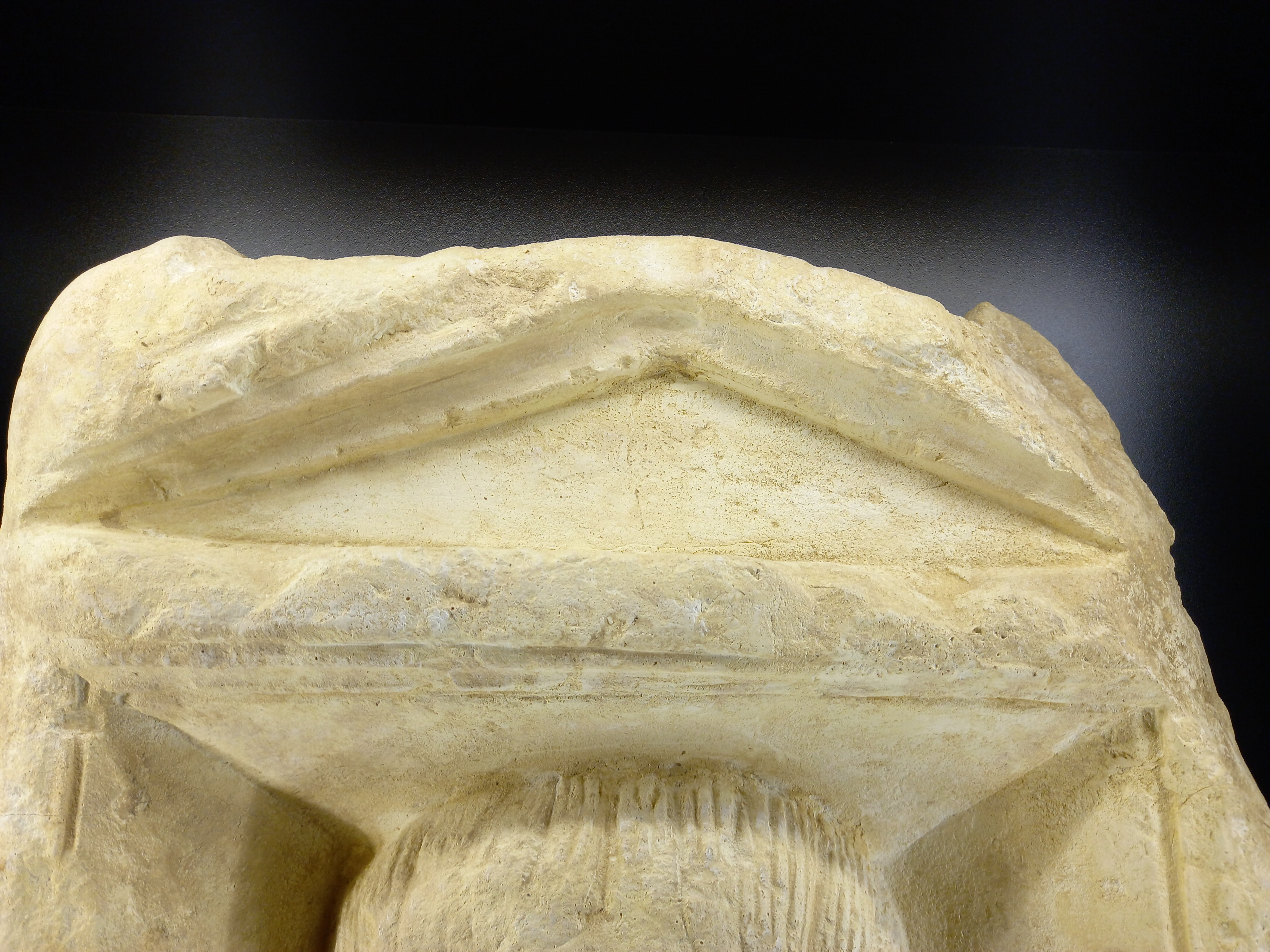
Vue du fronton sur le moulage du musée de Lisieux.
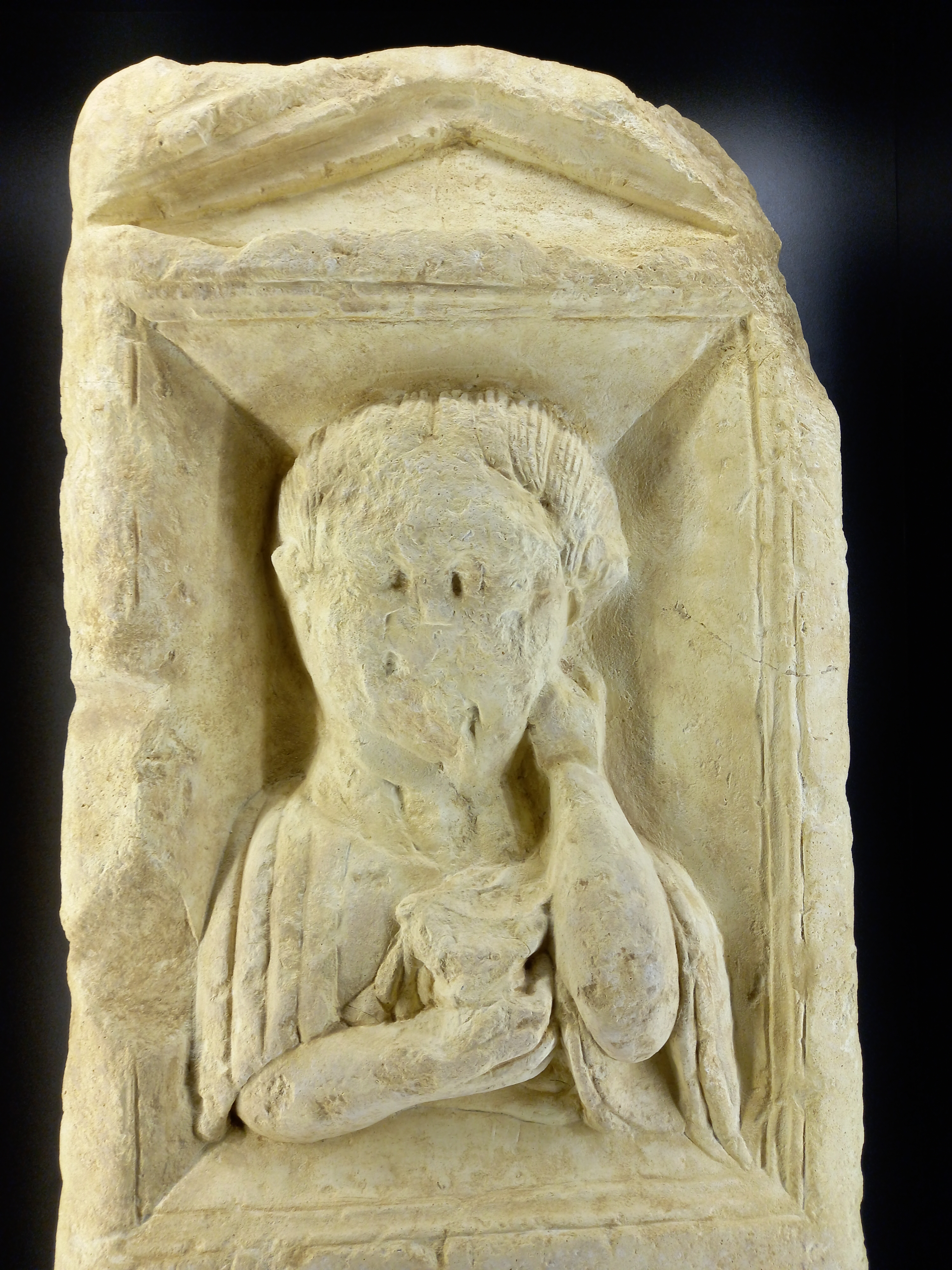
Vue de la niche avec le personnage et la partie supérieure de la stèle sur le moulage du musée de Lisieux.
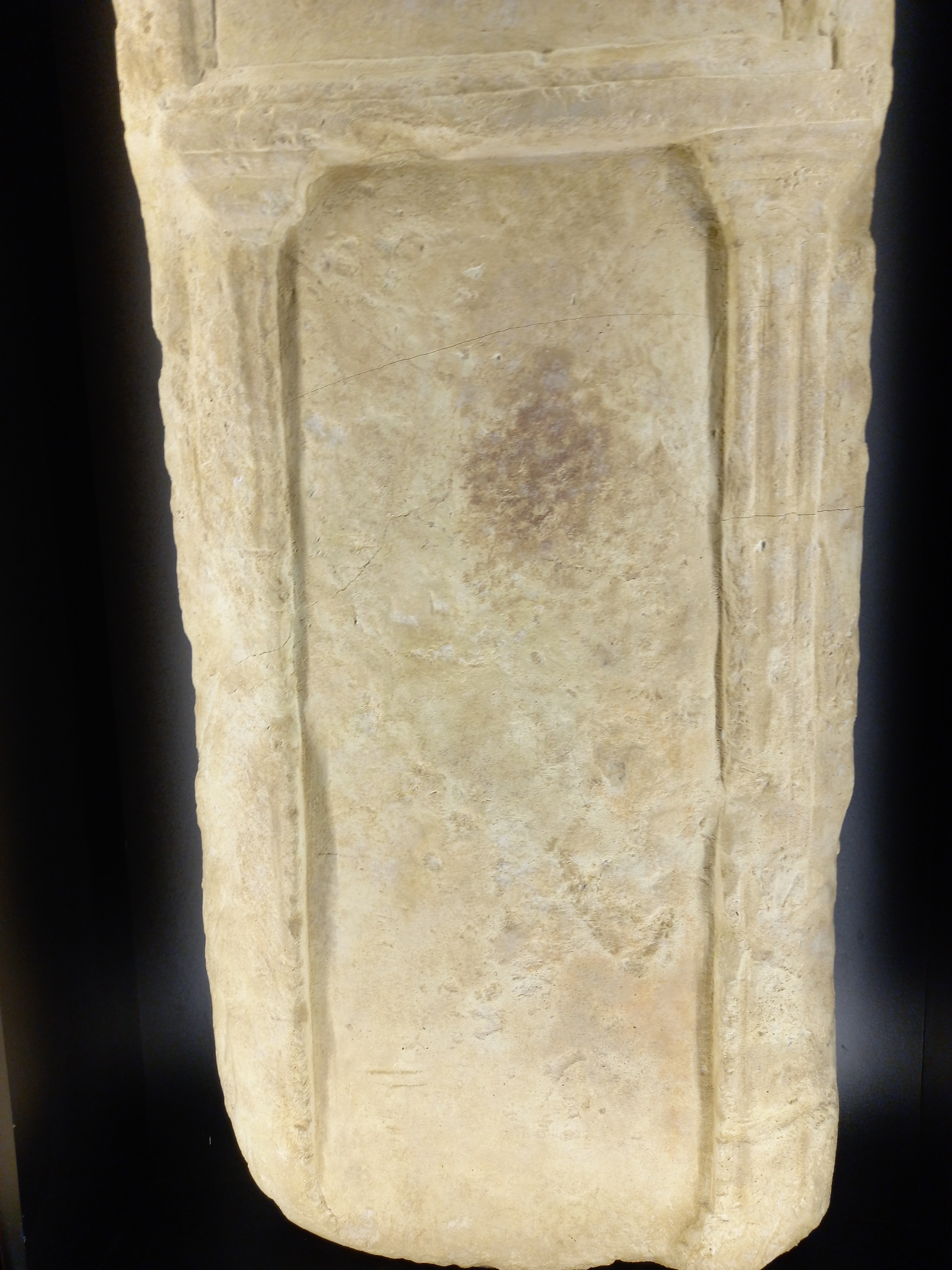
Socle avec les pilastres et les chapiteaux toscans sur le moulage du musée de Lisieux.
Schéma montrant les différentes parties de la stèle.

## Inscription

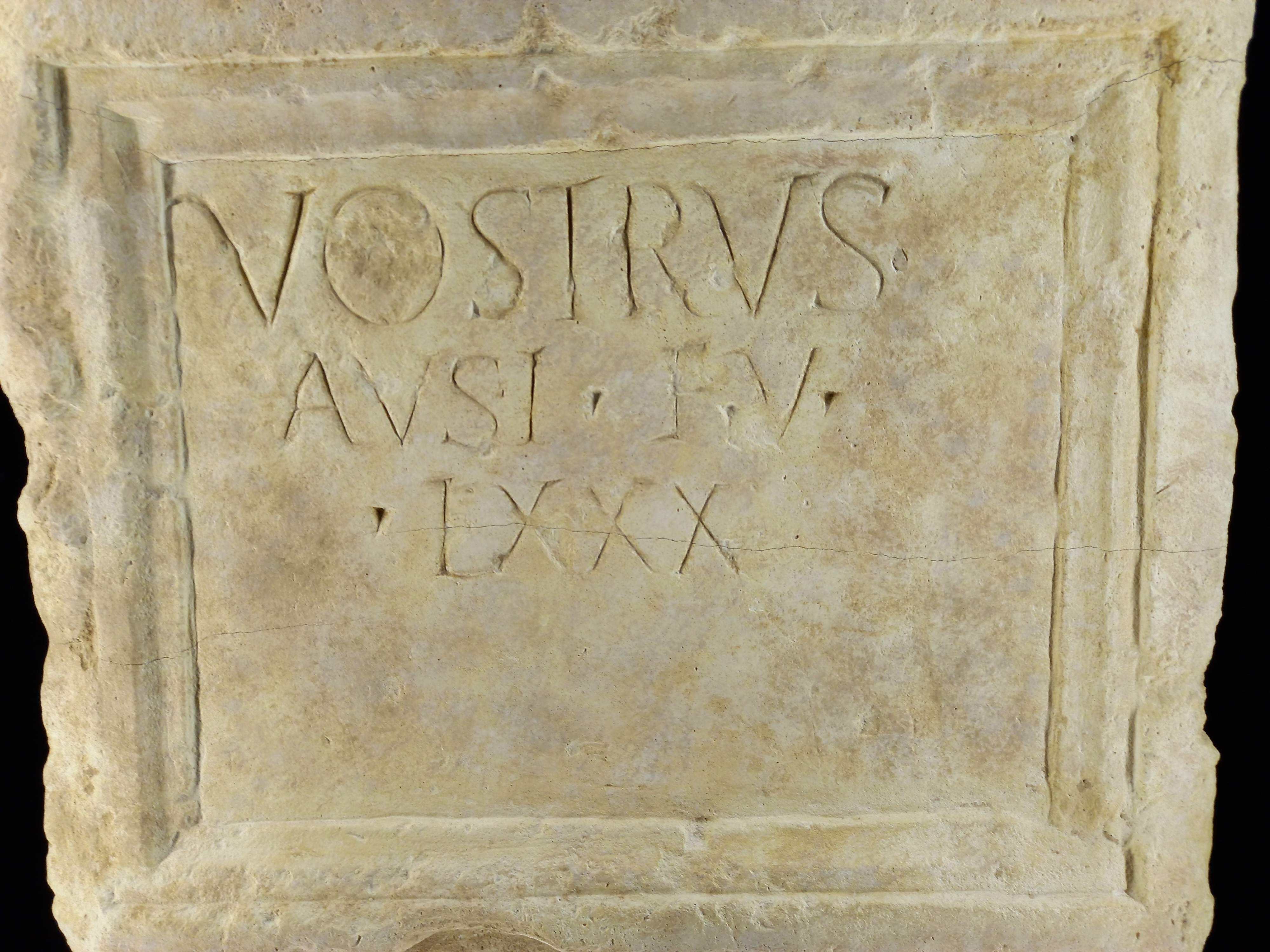
Détail de l'inscription dans son cartouche.

L'inscription figure sur trois lignes dans le cartouche, orné d'une double moulure. Les lettres de la première ligne mesurent 5,1 cm alors que pour les autres lignes elles possèdent une hauteur de 3,5 cm.
Les lettres sont gravées en lettres capitales et le texte est au nominatif.

### Texte
VOSTRUS
AUSI.F.V.A.
LXXX,.

### Développement
VOSTRUS
AUSI FILIUS
VIXIT ANNOS
LXXX,.

### Traduction
« Vostrus, fils d'Ausus, vécut 80 ans ».

## Interprétation

### Témoignage des rites liés à la mort
Les inscriptions funéraires de Vieux, découvertes par l'intendant Foucault, sont perdues. Les inscriptions funéraires conservées de l'époque romaine sont donc rares dans l'espace de l'ancienne Basse-Normandie.
Les représentations des bustes des défunts datent de la fin de la République romaine selon Élisabeth Deniaux, les portraits étant montrés lors des processions funéraires. Les grandes familles conservaient des portraits des ancêtres et ces portraits étaient exposés lors des cérémonies funéraires de leurs descendants.
L'absence d'invocation des dieux Mânes sur le monument est un élément supplémentaire qui pousse à la même datation du Ier siècle,.
La mention de l'âge est également étonnante concernant une personne âgée lors de son décès, cette mention étant souvent destinée à souligner « un décès prématuré ».

### Témoignage précoce de l'intégration des élites à la romanité
La représentation est celle d'un « personnage masculin stéréotypé présenté dans une mise en scène conventionnelle ». Vostrus est représenté à un âge beaucoup plus jeune que celui de son décès, pratique répandue sur d'autres stèles gallo-romaines.
Le vêtement du défunt est celui d'un Gaulois romanisé, la tunique cousue aux manches courtes convenant davantage au climat local que la toge.
L'utilisation d'un cartouche est rare et plutôt observée en Gaule de l'est ou Germanie.
La stèle n'est pas aisément datable, mais le style de la gravure de l'inscription ainsi que l'onomastique d'un « indigène romanisé » n'ayant pas les tria nomina des citoyens romains poussent Élisabeth Deniaux à envisager comme date haute, la plus ancienne, au Ier siècle. Les noms des inscriptions funéraires de Bordeaux restent celtiques au IIe siècle selon Élisabeth Deniaux. La persistance d'un nom à consonance celtique ne serait donc pas surprenante s'agissant d'une inscription de la future Normandie datée du siècle précédent. Vostrus n'est donc pas un citoyen romain.
Le sens symbolique de la composition est complexe à appréhender. Arthème Pannier en 1862 interprète la stèle comme le monument d'un chef d'atelier de poterie, thèse démentie depuis. La représentation est peut-être liée au thème du banquet. La position des mains est peut-être un marqueur social par la possibilité du défunt de participer à un banquet, privilège réservé aux aristocraties antiques et donc témoigne de la romanisation des élites locales, disposant de loisirs et disponibles pour les « plaisirs de la conversation et de la culture ». La représentation témoigne de l'intégration d'un « code de valeurs ». Elle peut aussi témoigner d'une croyance dont le sens nous échappe. La coupe peut être en effet liée à l'« interprétation allégorique d'une croyance dans une certaine forme de survie, la croyance en un festin éternel préfigurant un bonheur futur ».
Le document, issu d'une production standardisée, est de qualité et témoigne de la « forte et rapide pénétration des usages romains », de la romanisation des notables de Noviomagus Lexoviorum au Haut-Empire romain.

#### Ouvrages généraux
- François Cottin, « Noviomagus Lexioviorum des temps les plus anciens à la fin de l'époque romaine », Bulletin de la Société des antiquaires de Normandie, vol. LIII, nos 1955-1956,‎ 1957, p. 169-196. . (tiré à part édité à Lisieux en 1957, 31 p.)
- Florence Delacampagne, Carte archéologique de la Gaule, 14. Le Calvados, Paris, Éd. de la Maison des sciences de l'homme, 1990, 166 p. (ISBN 2-87754-011-1). .
- Elisabeth Deniaux, Claude Lorren, Pierre Bauduin et Thomas Jarry, La Normandie avant les Normands, de la conquête romaine à l'arrivée des Vikings, Rennes, Ouest-France, 2002. .
- Edouard Lambert, Épigraphie romaine dans le Calvados, Caen, 1869 (lire en ligne). , également publiée dans les MSAN, t. XXVIII, 1871 p. 71-105.
- Claude Lemaître, « Lisieux dans l'Antiquité », Art de Basse-Normandie, nos 89-90-91,‎ 1984-1985, p. 12-29. .
- Collectif, Le patrimoine des communes du Calvados, Paris, Flohic, 2001, 1715 p. (ISBN 2-84234-111-2).

#### Travaux sur la nécropole ou sur la stèle de Vostrus
- Patrick Blaszkiewicz, Patrick David, Claude Jigan et Jean-Yves Marin, « Quelques données nouvelles sur la nécropole gallo-romaine du Grand-Jardin à Lisieux (Calvados) : la collection Delaporte du musée de Lille », Revue archéologique de l'ouest, no 3,‎ 1986, p. 119-134 (lire en ligne). .
- Arcisse de Caumont, « Arrivée du tombeau de Vostrus au musée plastique de la Société française d'archéologie, à Caen », Bulletin monumental, vol. 28,‎ 1862, p. 75. .
- Élisabeth Deniaux, « Stèle de Vostrus », Art de Basse-Normandie, nos 89-90-91,‎ 1984-1985, p. 30-31. .
- Bernard Mandy et François Fichet de Clairefontaine, « Stèle de Vostrus », dans Bernard Mandy et Christian Pilet, Lisieux avant l'an mil, Alençon, 1994 (ISBN 2-9508063-1-7), p. 50. .
- Didier Paillard, « Lisieux (Calvados). Ancien collège Michelet », Archéologie médiévale,‎ 1991, p. 388-389 (lire en ligne, consulté le 27 mai 2022).
- Arthème Pannier, « Découverte d'un cippe ou tombeau romain à Lisieux », Bulletin monumental, vol. 27,‎ 1861, p. 446-448 (lire en ligne, consulté le 9 mai 2022). .
- Arthème Pannier, « Notice sur les antiquités romaines découvertes à Lisieux en 1861 », Bulletin monumental, vol. 28,‎ 1862, p. 201-218 (lire en ligne, consulté le 9 mai 2022). .